# Chien des buissons
Speothos venaticus · Chien bois, Zorro
Ne doit pas être confondu avec chien des buissons aux oreilles courtes.
Genre
Espèce
Statut de conservation UICN

NT : Quasi menacé
Statut CITES
Le chien des buissons (Speothos venaticus), également connu sous les noms de chien forestier, chien des bois, chien bois (du créole guyanais chyen-bwa), mais également sous le nom de zorro (de l’espagnol zorro ; renard), est une espèce de mammifère de l’ordre des carnivores, de la famille des canidés. Originaire de la forêt guyanaise en Amérique centrale et du Sud, il vit en groupe et ne s'éloigne pas des abords des zone boisées. Bien que disposant d'une vaste aire de répartition, il reste très rare hors du Pérou et des Guyanes.
Malgré son nom de « chien », il ne s’agit pas d’une espèce du genre Canis, mais de son propre genre Speothos, dont il est la seule espèce. Aussi, malgré son nom de « renard » qui lui est donné dans certains langues étrangères, des études génétiques l'ont identifié comme étant plus proche parent du loup à crinière ou encore du lycaon,. Il ne doit pas non plus être confondu avec le chien des buissons aux oreilles courtes (Atelocynus microtis), génétiquement plus proche des renards du genre Lycalopex.

## Dénominations
- Nom scientifique valide : Speothos venaticus (Lund, 1842)[5].
- Nom vernaculaire normalisé Créole guyanais : Chyen-bwa
- Noms normalisés anglais : Bush dog, vinegar dog
- Noms typiques en français : Chien des buissons (INPN)[5](UICN)[6](JOCE)[7](CITES)[8], Chien des bois, Chien bois (INPN)[5], Zorro (UICN)[6]
- Noms vulgaires : Chien forestier

## Classification
L'espèce fut décrite pour la première fois par Peter Wilhelm Lund en 1842 à partir de fossiles trouvés dans une caverne du Brésil. Elle était alors considérée comme éteinte, des individus vivant n'ayant été découverts que plus tard. Certaines tribus indiennes du Brésil en élèvent comme animal de compagnie.
Le genre Speothos avait été découvert quelque temps avant, par l’intermédiaire de Speothos pacivorus, dont les reste fossiles datant du Pléistocène supérieur ont été retrouvés au nord du Brésil.

## Caractéristiques

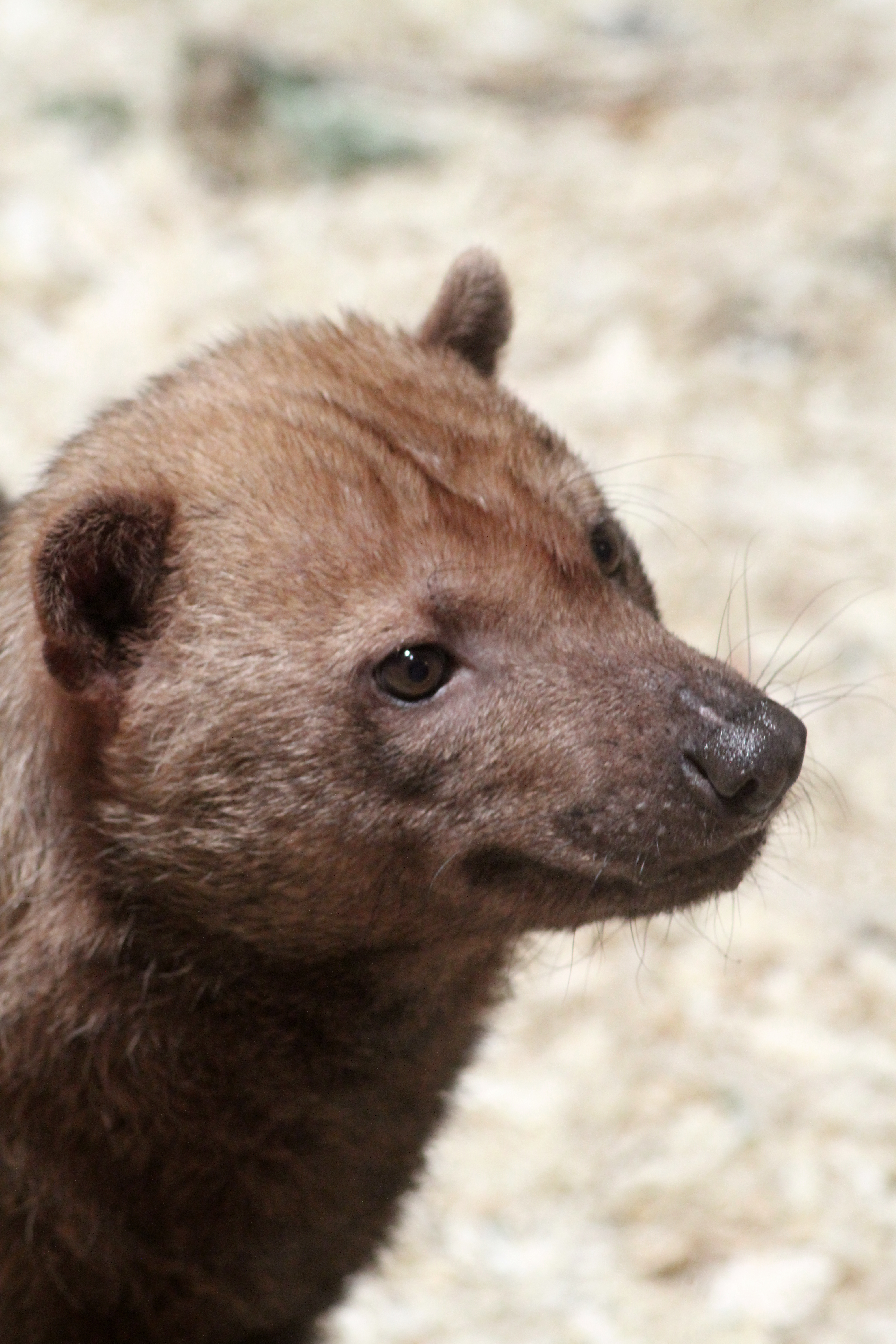
Chien des buissons

Le chien des buissons mesure environ 20 à 30 cm de haut au garrot, 57 à 75 cm de long pour la tête et le corps, et la queue mesure entre 12,5 à 15 cm. Il pèse entre 5  à   8 kg,.
Les adultes présentent un pelage brun plus ou moins clair, tirant vers le beige, avec des zones roussâtres de la tête au dos. Le ventre est foncé, parfois avec une tache plus claire au niveau de la gorge. Les jeunes sont entièrement noirs. La tête est carrée avec un museau légèrement aplati, les oreilles sont petites et les pattes courtes. Les doigts sont partiellement palmés, ce qui facilite la natation,. La queue est courte mais touffue.
Sa denture est parfaitement adaptée à son régime carné, typique des canidés  à forte tendance carnivores. Le chien des buissons est l'une des trois espèces de canidés, avec le dhole et le lycaon, à porter sur ses carnassières inférieures sous la forme d’une lame tranchante destinée à couper la viande.
Les femelles possèdent quatre paires de glandes mammaires, et les deux sexes présentent de puissantes glandes odorantes près de l’anus.

### Génétique
L’espèce possède un nombre diploïde de 74 chromosomes, ce qui empêche la formation d’hybrides fertiles avec d’autres canidés.

## Écologie et comportement

### Alimentation
Ce canidé à une alimentation principalement carnée : il se nourrit généralement d’animaux de moyenne à grande taille, des rougeurs, comme l'agouti ou le capybara, mais il est également capable de s’attaquer à des animaux plus gros qu’eux, comme des pécaris, des  nandous ou encore des tapirs de moins de 250kg. À l’occasion, il consomme également des oiseaux, des amphibiens et de petits reptiles. Pour venir à bout des animaux de grande taille, il chasse en meute. Lors de la chasse, les individus peuvent se diviser les tâches : une partie de la meute le poursuit sur terre et une autre l'attend dans l'eau, où il se réfugie souvent,.

### Comportement
C'est un animal semi-aquatique qui plonge et nage avec une grande facilité.
Le chien des buissons semble être l'espèce de canidé sud-américain la plus grégaire. Ils utilisent des troncs creux et des cavités, notamment des terriers de tatou, pour s'abriter. Les meutes sont composées autour d'un couple reproducteur, et ont un domaine vital de 3,8 à 10 km2. Seul le couple dominant se reproduit, tandis que les autres membres de la meute aident à l'élevage et à la garde des petits. Les membres de la meute communiquent avec des gémissements fréquents, peut-être pour se repérer dans les sous-bois denses où ils chassent.

### Reproduction

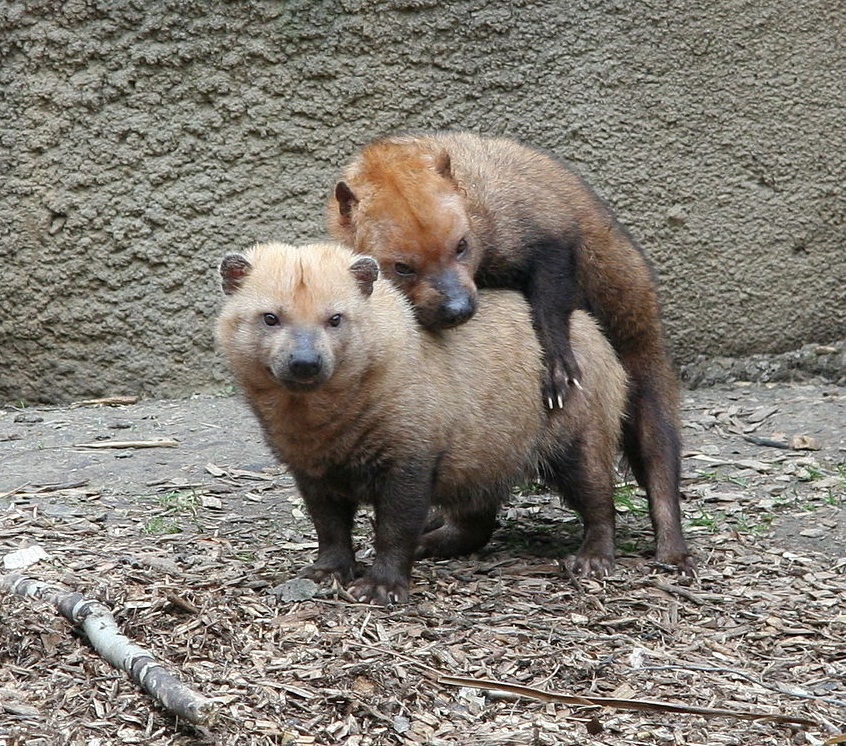
Chiens des buissons durant l'accouplement

Les chiens des buissons s'accouplent tout au long de l'année ; l'œstrus dure jusqu'à douze jours et se produit tous les 15 à 44 jours. Comme beaucoup d'autres canidés, l'accouplement du chien des buissons comprend un verrouillage du pénis du mâle dans le vagin de la femelle, au cours duquel les deux individus sont attachés ensemble. Le marquage olfactif par l'urine joue un rôle important dans leur comportement pré-copulatoire,.
La gestation dure de 65 à 83 jours et aboutit généralement à la naissance de trois à six petits, bien que des portées plus importantes allant jusqu'à 10 aient été rapportées. Les petits naissent aveugles et pèsent alors de 125  à   190  grammes. Les yeux s'ouvrent au bout de 14 à 19 jours et les petits sortent pour la première fois de leur tanière peu après. Les petits sont sevrés à environ quatre semaines et atteignent la maturité sexuelle à un an. Ils peuvent vivre jusqu'à 10 ans en captivité.

## Habitat et répartition

### Répartition

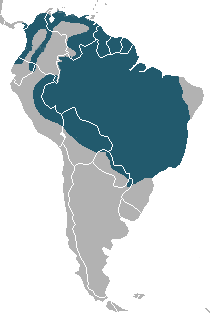
Distribution géographique du chien des buissons

Les chiens des buissons sont présents au nord jusqu'au Costa Rica, à l'ouest jusqu'aux Andes et au sud jusqu'au Paraguay. Des ossements récents, datant de 300 à 900 ans après J.-C., ont été découverts sur le site de Manzanilla, sur la côte orientale de Trinité.
L'espèce comprend trois sous-espèces,:
- Speothos venaticus venaticus, dont l'aire de répartition comprend le sud de la Colombie et du Venezuela, les Guyanes, la majeure partie du Brésil, l'est de l'Équateur et du Pérou, la Bolivie et le nord du Paraguay.

- Speothos venaticus panamensis, dont l'aire de répartition comprend le Panama, le nord de la Colombie et du Venezuela, l'ouest de l'Équateur.

- Speothos venaticus wingei, dont l'aire de répartition comprend le sud du Brésil et du Paraguay, ainsi que l'extrême nord-est de l'Argentine. Les premières photos de cette sous-espèce ont été obtenues à l'aide de pièges photographiques en avril 2016 dans la réserve écologique privée Selva Paranaense Don Otto, située dans le département d'Eldorado de la province de Misiones en Argentine[23].

### Habitat
Ils vivent principalement dans les forêts de plaine jusqu'à 1 900 mètres d'altitude, les savanes humides et à proximité des rivières, mais on peut également les trouver dans le cerrado et les pâturages ouverts.

## Conservation
Il n'est pas autorisé ni à la chasse ni au commerce. L'UICN le classe comme espèce quasi menacée (Near Threatened) sur l'ensemble de son aire de répartition. Ceci à cause notamment de la destruction de son habitat.
À noter qu'en Guyane Française, il est par contre classé comme « préoccupation mineure » (Least concern).
Le 21 juillet est célébré comme la « Journée mondiale du chien des buissons » (de l’anglais World Bush dog Day), une initiative visant à sensibiliser le public à la conservation de cette espèce encore méconnue dans le cadre d’un projet le « Proyecto Zorro Pitoco », un projet de conservation des chiens des buissons en Amérique du Sud. Cette journée a été initiée par plusieurs institutions zoologiques et programmes de protection, d’abord localement, puis aux États-Unis, en Europe ou encore au Japon. Des établissements tels que le Zoo de la ville de Kyoto, ou encore des parcs comme le safari de Peauges, en France, participent à cet événement à travers des animations pédagogiques et des publications sur les réseaux sociaux.

### GenreSpeothos
- (en) Mammal Species of the World (3e  éd., 2005) : Speothos  Lund, 1839
- (en) Catalogue of Life : Speothos Lund, 1839 (consulté le 30 mars 2023)
- (en) Paleobiology Database : Speothos  Lund 1839
- (fr + en) ITIS : Speothos  Lund, 1839
- (en) Animal Diversity Web : Speothos
- (en) NCBI : Speothos (taxons inclus)
- (en) UICN : taxon  Speothos  (consulté le 6 janvier 2023)
- (fr + en) CITES : genre Speothos (sur le site de l’UNEP-WCMC)

### EspèceSpeothos venaticus
- (en) Mammal Species of the World (3e  éd., 2005) :  Speothos venaticus
- (en) Catalogue of Life : Speothos venaticus (Lund, 1842) (consulté le 15 décembre 2020)
- (fr + en) ITIS : Speothos venaticus  (Lund, 1842)
- (en) Animal Diversity Web : Speothos venaticus
- (en) NCBI : Speothos venaticus (taxons inclus)
- (en) UICN : espèce Speothos venaticus (Lund, 1842) (consulté le 18 mai 2015)
- (en) CITES : Speothos venaticus (Lund, 1842)  (+ répartition sur Species+) (consulté le 18 mai 2015)
- (fr) CITES : taxon  Speothos venaticus (sur le site du ministère français de l'Écologie) (consulté le 18 mai 2015)
- (en) Fonds documentaire ARKive : Speothos venaticus